# Irréversible
Irréversible is een Franse film uit 2002 van regisseur Gaspar Noé, waarin de scènes in omgekeerde volgorde worden afgespeeld, zoals eerder ook in Memento gebeurde. Het motto van de voornamelijk geïmproviseerde rolprent is Le temps détruit tout ('Tijd verwoest alles'). De hoofdrollen worden gespeeld door Monica Bellucci en Vincent Cassel.
In Nederland mag Irréversible niet vertoond worden aan mensen onder 16 jaar.

## Verhaal
De film bestaat uit 13 scènes. Vanwege de omgekeerde volgorde van de film, krijgt de kijker aan het eind te zien hoe de dag van de protagonist begon, en hoe een schijnbaar onbeduidende beslissing heeft kunnen leiden tot haar verkrachting.
Bij aanvang van de film (dus officieel het eind van het verhaal) staan twee mannen in een klein appartement te praten. Een van hen is de "butcher", de protagonist uit Noé's vorige film, I Stand Alone. Hij onthult te zijn gearresteerd wegens seks met zijn dochter (te zien in I Stand Alone). Buiten het appartement is altijd een hoop commotie vanwege een homo-nachtclub genaamd "The Rectum."
Enkele minuten daarvoor worden twee mannen genaamd Marcus en Pierre uit die nachtclub weggevoerd door de politie. Marcus is gewond en mensen op straat roepen anti-homo leuzen naar de twee. Eerder die avond waren de twee naar de nachtclub gekomen omdat ze zochten naar iemand genaamd le Tenia — "the Tapeworm". Marcus vindt de man die mogelijk Le Tenia is en valt hem aan, maar de man overrompelt hem met gemak en probeert hem te verkrachten. Pierre komt tussenbeide en doodt de man met een brandblusser. Ondertussen kijkt de echte Le Tenia geamuseerd toe.
Een scène later ziet men hoe Marcus en Pierre voordat ze naar de club gingen enkele prostituees ondervragen over Le Tenia, die ze zoeken vanwege een verkrachting. Ze vinden een transseksueel genaamd Concha, die hen meer vertelt over Le Tenia en hen doorverwijst naar de nachtclub.
Marcus en Pierre werden in hun zoektocht bijgestaan door een dief genaamd Mourad en zijn vriend. Mourad wil de twee tegen betaling helpen om Le Tenia te vinden zodat Marcus wraak kan nemen. Het blijkt dat Le Tenia Marcus' vriendin Alex verkracht heeft, en haar daarbij zo zwaar heeft mishandeld dat ze nu in coma ligt.
In de volgende scène wordt duidelijk hoe de verkrachting in zijn werk is gegaan. Alex komt Le Tenia tegen in een voetgangerstunnel wanneer deze bezig is Concha in elkaar te slaan. Hij richt zijn aandacht op haar, en verkracht haar onder bedreiging met een mes.
De volgende scène toont Alex, Marcus en Pierre op een feestje. Alex is duidelijk niet gediend van Marcus' drank- en drugsgebruik en zijn geflirt met andere vrouwen,en besluit daarom het feest vroegtijdig te verlaten. In de metro, op weg naar het feest, blijkt uit het gesprek tussen Pierre, Marcus en Alex dat Alex ooit een relatie had met Pierre.
Eerder die avond lagen Alex en Marcus in bed en hadden net seks gehad. Alex onthult dat ze mogelijk zwanger is. Marcus is blij met dit nieuws, en vertrekt dan om wijn te kopen voor het feest van die avond. Alex gebruikt een zwangerschapstest die bevestigt dat ze inderdaad zwanger is.
De laatste scène toont Alex terwijl ze het boek An Experiment with Time van John William Dunne leest, terwijl ze omringd wordt door spelende kinderen. Beethovens 7e Symfonie klinkt op de achtergrond. De camera begint rond te draaien tot het beeld zwart wordt.

## Rolverdeling
- Monica Bellucci - Alex
- Vincent Cassel - Marcus
- Albert Dupontel - Pierre
- Jo Prestia - le Tenia

## Productie
De film is opgenomen in breedbeeldformaat met een 16mm-camera. Veel van de scènes bestaan uit meerdere afzonderlijk opgenomen fragmenten, welke later aan elkaar gemonteerd zijn op zo'n manier dat het een lange, ononderbroken scène lijkt.
Noé probeert in de film een verkrachting zo choquerend mogelijk over te brengen. Voor de scène waarin hoofdrolspeelster Monica Bellucci met geweld seksueel misbruikt wordt, trok de Fransman ongeveer twintig minuten uit. De scène is de langste uit de film; hij bestaat uit een in een keer opgenomen stuk van 9 minuten.

## Ontvangst
Reacties op de film waren zeer divers. Op Rotten Tomatoes scoort de film 56% aan goede beoordelingen. De film werd vooral bekritiseerd om de hoge mate van geweld.
Filmcriticus Roger Ebert noemde de volgorde waarin alles getoond wordt een van de sterke punten van de film; men krijgt volgens hem eerst de wraak te zien en dan pas de daad die aanleiding is voor deze wraak, waardoor de kijker mogelijk dieper gaat nadenken over wat iemand zover kan drijven.
Reacties van het publiek, met name op het grafische geweld, varieerden van bewondering voor de film tot het vol afgrijzen verlaten van de bioscoop.
De film bracht $792.200 op.

## Prijzen en nominaties
2002
- Genomineerd voor De Gouden Palm op het filmfestival van Cannes
- Winnaar Bronzen Paard op het Stockholm Film Festival

2003
- Winnaar SDFCS Award voor beste buitenlandse film

2004
- Genomineerd voor de Bodil voor beste niet-Amerikaanse film
- Genomineerd voor de FCCA Award voor beste buitenlandse film
- Genomineerd voor de Golden Trailer voor beste buitenlandse film
- Genomineerd voor de OFCS Award voor beste buitenlandse film